# Жанета (роман)
«Жане́та» — повесть (по авторскому определению — роман) Александра Куприна, написанная им в годы жизни в Париже и повествующая о знакомстве русского профессора-эмигранта с французской девочкой. Впервые опубликована в 1932—1933 годах в журнале «Современные записки» (№ 50 и 53). В 1934 вышла в Париже отдельным изданием с подзаголовком на титуле: «Жанета (Принцесса четырёх улиц)».

## Сюжет
В парижском районе Пасси, через дорогу от Булонского леса, в мансарде шестиэтажного дома живёт пожилой русский эмигрант, профессор Николай Евдокимович Симонов. Он живёт бедно, источником средств существования для него являются только частные уроки. В квартале его хорошо знают как рассеянного и доброго чудака. В его мансарду иногда заходит бродячий кот, которого профессор прикармливает и даёт ему прозвище Пятница. Однажды, засмотревшись на паутину у забора, Симонов чувствует в своей руке детскую ручку: это оказывается девочка Жанета (Жанет), лет пяти-шести, дочь продавщицы газет. Симонов проникается симпатией к девочке и всегда пытается увидеть её, проходя по кварталу. Как-то раз, задержавшись в Булонском лесу во время грозы, Симонов натыкается на испуганную Жанету, которую доводит до дома.
Во время прогулки по Булонскому лесу, когда профессор мысленно разговаривает сам с собой, становится известной история семейной жизни, которая «сложилась как-то неладно, кособоко, нелепо, разрозненно и неуютно». Когда-то, будучи молодым и подающим надежды доцентом, Симонов почти случайно женится на дочери видного профессора, у них родилось двое дочерей, однако вскоре супруги поняли, что у них нет ничего общего, и развелись. Дочери остались с матерью в Петербурге, Симонов же вернулся в Москву и больше почти не видел дочерей.

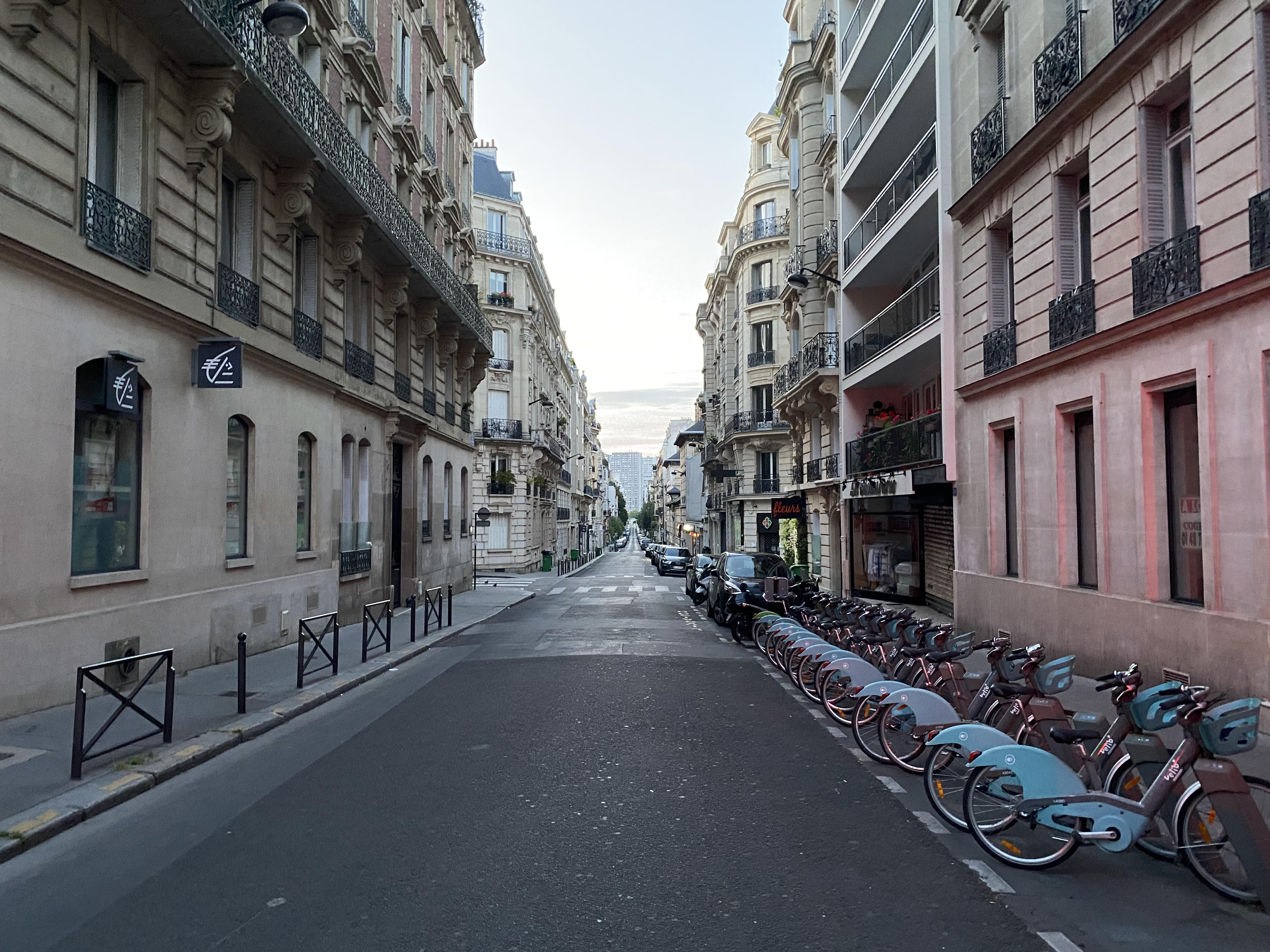
Современный вид на рю Ранеляг в XVI округе Парижа

Понимая, что настойчивое внимание пожилого эмигранта к девочке может казаться странным, Симонов избегает напрямую искать встречи с Жанетой, но придумывает разные хитрости: например, покупает для неё игрушку и просит знакомого мусорщика отдать девочке, как будто игрушка была найдена в мусорном ведре. Жанету он про себя называет «принцессой четырёх улиц», поскольку область её игр почти ограничивалась четырёхугольником между рю Ранеляг, авеню Мозар, рю Асомпсьон и бульваром Босежур. Жанету там все знали и любили, а сама она нередко помогала переходить дорогу слепому, а однорукому и одноногому шарманщику помогала собирать монеты, которые ему бросали.
В мыслях Симонов разрабатывает целый план, как можно было бы познакомить Жанету с парками и музеями Парижа, чтобы «научиться постигать бесконечную красоту, доброту, богатство и прекрасную планомерность мира». Однако, вернувшись с прогулки по Булонскому лесу со своим приятелем-художником, он обнаруживает, что тележка с газетами отсутствует: мать Жанеты внезапно получила наследство и уехала. Опечаленный, профессор возвращается в свою мансарду, где его встречает кот Пятница.

## История создания
Замысл повести, по воспоминаниям дочери Куприна, зародился в начале 1920-х годов, хотя написана она была позднее. И место действия, и многие действующие лица имели реальных прототипов, тем более что сам писатель несколько лет прожил по адресу рю Ранеляг, 137 в районе Пасси:

Перечитывая повесть, я вспоминаю воздушный переход в конце нашей улицы, газетный ларек с кислым запахом капусты, тряпья и свежей типографской краски и чумазую Жанету с чёрной челкой и грязной мордочкой. Помню маленькое кафе Бюссак, которое так часто посещал отец, страстно желая приобщиться к простым людям…
— из книги дочери писателя К. А. Куприной «Куприн — мой отец»

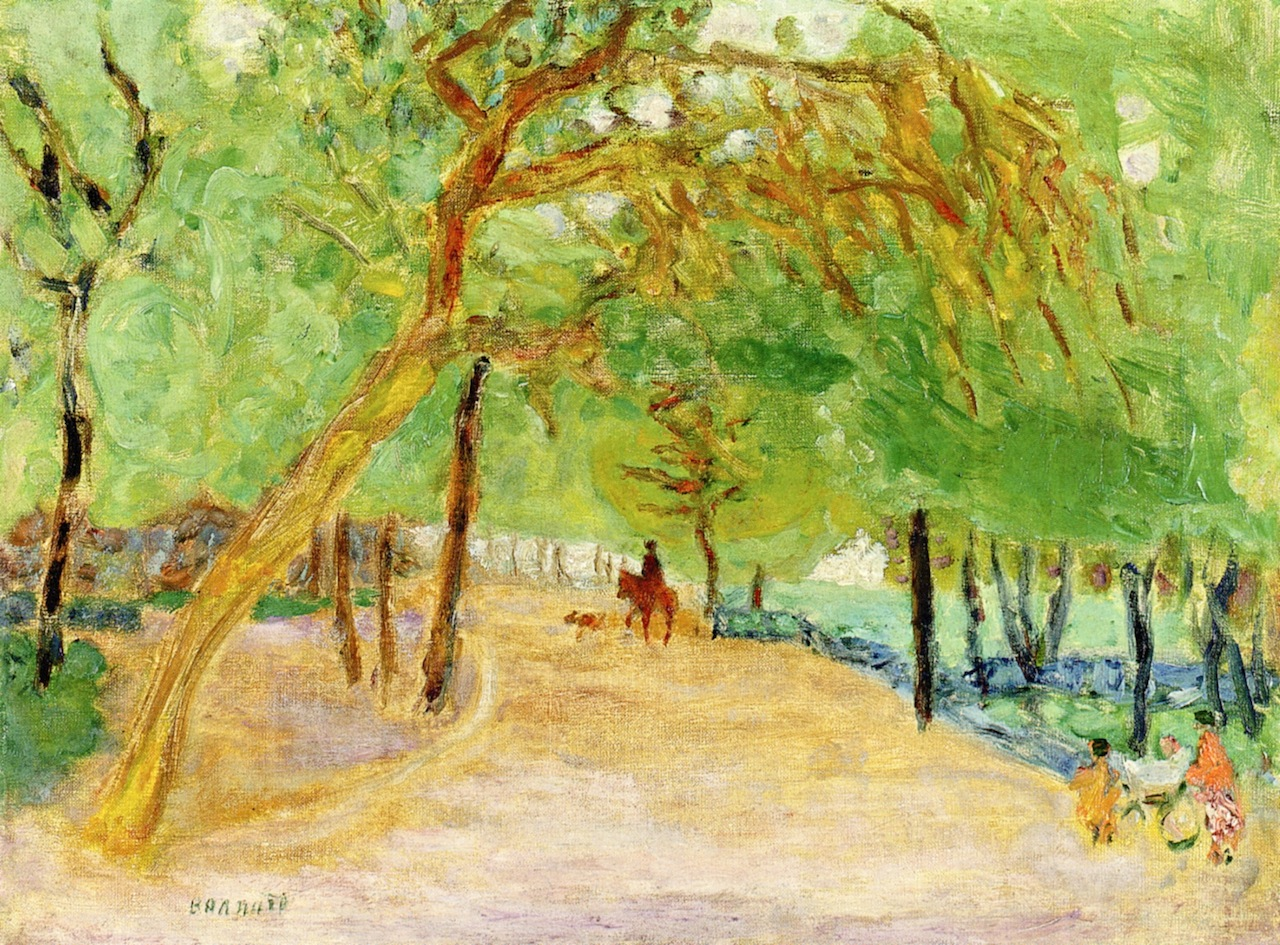
Булонский лес на картине Пьера Боннара

По мнению дочери, «герой повести профессор Симонов — во многом сам Куприн»:

Десять лет гулял отец вдоль железной дороги, покупал газету в ларьке, переходил воздушную лесенку, чтобы посидеть на скамейке в Булонском лесу, предаваясь грустным думам… Тоска по родине и плохое знание языка отделяли его, как тюремные стены, от французской действительности и живого, нетерпеливого французского народа, не очень любившего иностранцев.
— из книги дочери писателя К. А. Куприной «Куприн — мой отец»
Повесть была написана за несколько лет до публикации в журнале: в одном из писем 1928 года Куприн сообщал, что «переписал последнюю главу „Жанеты“». Однако Куприн продолжал работать над повестью и позднее, и в 1930 году, также в письме, упоминал, что собирается «отделывать „Жанету“». 26  января 1928 г. в газете «Возрождение» в рубрике «Литературная летопись» появился анонс о выходе романа в ближайших книгах журнала «Современные записки». Но писатель в это время работал над «Юнкерами», которые в том же 1928 г. публиковались в «Возрождении», поэтому первое появление «Жанеты» в печати состоится лишь в 1932-33 гг. в указанном в анонсе журнале, позднее роман будет включен в одноименный сборник, изданный в Париже в 1934 г. Это фактически последний роман писателя.